# Сухоловский, Василий Ильич
Васи́лий Ильи́ч Сухоло́вский (10 января 1921 — 20 ноября 1993) — помощник командира огневого взвода 24-го гвардейского кавалерийского полка (5-я гвардейская кавалерийская дивизия, 3-й гвардейский кавалерийский корпус, 2-й Белорусский фронт) гвардии старший сержант.

## Биография
Родился 10 января 1921 года в селе Петропавловское ныне Арзгирского района Ставропольского края.
В сентябре 1940 года был призван в Красную Армию. Участник Великой Отечественной войны с июня 1941 года.
7 июля 1944 года в бою за железнодорожную станцию Юритишки, Ивьевский район Гродненской области, с орудийным расчётом подбил 2 танка, бронетранспортер, уничтожил пулемётную точку. 6 августа 1944 года награждён орденом Славы 3-й степени.
19 января 1945 года в районе населённого пункта Турово прямой наводкой вывел из строя 2 пулемёта с расчётами, истребил много солдат. 22 января в бою за город Алленштайн ныне Ольштын, Польша при отражении контратаки танков и пехоты неприятеля огнём из орудия подбил танк и автомашину. 10 февраля 1944 года награждён орденом Славы 2-й степени.
30 апреля — 1 мая 1945 года в бою на подступах к населённому пункту Биненвальде, в 8 км юго-западнее города Райнсберг уничтожил 3 огневые точки, 2 автомашины, нанес большой урон неприятелю в живой силе.
Указом Президиума Верховного Совета СССР от 15 мая 1946 года за мужество, отвагу и бесстрашие на заключительном этапе войны, гвардии старший сержант Сухоловский Василий Ильич награждён орденом Славы 1-й степени. Стал полным кавалером ордена Славы.
В 1946 году демобилизован. Жил в городе Будённовске. Скончался 20 ноября 1993 года.